# Stazione di Chiuduno
La stazione di Chiuduno è una fermata ferroviaria posta sulla linea Bergamo-Brescia. Serve il centro abitato di Chiuduno.

## Interscambi
Fra il 1901 e il 1921 nei pressi della stazione era presente una fermata della tranvia Bergamo-Trescore-Sarnico.